# Élections législatives de 1962 dans les Deux-Sèvres
Les élections législatives françaises de 1962 ont lieu les 18 et 25 novembre 1962. Dans le département des Deux-Sèvres, trois députés sont à élire dans le cadre de trois circonscriptions.

## Élus
| Circonscription | Député sortant                          | Parti | Parti | Député élu ou réélu                     | Parti | Parti   |
| --------------- | --------------------------------------- | ----- | ----- | --------------------------------------- | ----- | ------- |
| 1re             | Marie-Magdeleine Aymé de La Chevrelière |       | MRP   | Marie-Magdeleine Aymé de La Chevrelière |       | MRP     |
| 2e              | Jacques Fouchier                        |       | CNIP  | Jacques Fouchier                        |       | CNIP    |
| 3e              | Jean Salliard du Rivault                |       | CNIP  | Augustin Bordage                        |       | UNR-UDT |

## Résultats

### Résultats à l'échelle du département
| Parti          | Parti                                            | Premier tour | Premier tour | Second tour | Second tour | Sièges |
| Parti          | Parti                                            | Voix         | %            | Voix        | %           | Sièges |
| -------------- | ------------------------------------------------ | ------------ | ------------ | ----------- | ----------- | ------ |
|                | Mouvement républicain populaire                  | 37 403       | 28,73        | 40 475      | 28,87       | 1      |
|                | Centre national des indépendants et paysans      | 23 327       | 17,92        | 19 935      | 14,22       | 1      |
|                | Centre démocratique                              | 60 730       | 46,65        | 60 410      | 43,09       | 2      |
|                |                                                  |              |              |             |             |        |
|                | Union pour la nouvelle République (UDT)          | 23 880       | 18,34        | 35 328      | 25,20       | 1      |
|                | Majorité présidentielle                          | 23 880       | 18,34        | 35 328      | 25,20       | 1      |
|                |                                                  |              |              |             |             |        |
|                | Section française de l'Internationale ouvrière   | 20 646       | 15,86        | 40 800      | 29,10       | 0      |
|                | Parti communiste français                        | 11 277       | 8,66         | Retrait     | Retrait     | 0      |
|                | Parti républicain, radical et radical-socialiste | 9 539        | 7,33         | Retrait     | Retrait     | 0      |
|                | Union et fraternité française                    | 4 112        | 3,16         | 3 652       | 2,61        | 0      |
|                |                                                  |              |              |             |             |        |
| Inscrits       | Inscrits                                         | 201 946      | 100,00       | 201 934     | 100,00      | 3      |
| Abstentions    | Abstentions                                      | 66 768       | 33,06        | 57 653      | 28,55       |        |
| Votants        | Votants                                          | 135 178      | 66,94        | 144 281     | 71,45       |        |
| Blancs et nuls | Blancs et nuls                                   | 4 994        | 3,69         | 4 091       | 2,84        |        |
| Exprimés       | Exprimés                                         | 130 184      | 96,31        | 140 190     | 97,16       |        |

### Résultats par circonscription

#### Première circonscription (Niort)
| Candidat           | Candidat                                                | Parti          | Premier tour | Premier tour | Second tour | Second tour |  |
| Candidat           | Candidat                                                | Parti          | Voix         | %            | Voix        | %           |  |
| ------------------ | ------------------------------------------------------- | -------------- | ------------ | ------------ | ----------- | ----------- |  |
|                    | Marie-Magdeleine Aymé de La Chevrelière sortante réélue | MRP            | 22 928       | 47,97        | 28 285      | 54,01       |  |
|                    | Raoul Auzanneau                                         | SFIO           | 9 783        | 20,47        | 24 081      | 45,99       |  |
|                    | Georges Treille                                         | Radsoc         | 9 539        | 19,96        | Retrait     | Retrait     |  |
|                    | Guy Vincent                                             | PCF            | 5 550        | 11,61        | Retrait     | Retrait     |  |
|                    |                                                         |                |              |              |             |             |  |
| Inscrits           | Inscrits                                                | Inscrits       | 77 157       | 100,00       | 77 157      | 100,00      |  |
| Abstentions        | Abstentions                                             | Abstentions    | 28 118       | 36,44        | 23 436      | 30,37       |  |
| Votants            | Votants                                                 | Votants        | 49 039       | 63,56        | 53 721      | 69,63       |  |
| Blancs et nuls     | Blancs et nuls                                          | Blancs et nuls | 1 239        | 2,53         | 1 355       | 2,52        |  |
| Exprimés           | Exprimés                                                | Exprimés       | 47 800       | 97,47        | 52 366      | 97,48       |  |
| Source : Data.gouv |                                                         |                |              |              |             |             |  |

#### Deuxième circonscription (Parthenay)
| Candidat           | Candidat                       | Parti          | Premier tour | Premier tour | Second tour | Second tour |  |
| Candidat           | Candidat                       | Parti          | Voix         | %            | Voix        | %           |  |
| ------------------ | ------------------------------ | -------------- | ------------ | ------------ | ----------- | ----------- |  |
|                    | Jacques Fouchier sortant réélu | CNIP           | 15 631       | 35,73        | 19 935      | 42,36       |  |
|                    | Henry Ingrand                  | UNR-UDT        | 11 736       | 26,83        | 14 530      | 30,87       |  |
|                    | Michel Vallet                  | SFIO           | 6 158        | 14,08        | 8 945       | 19,01       |  |
|                    | Henri Dénoue                   | UFF            | 4 112        | 9,4          | 3 652       | 7,76        |  |
|                    | René Julé                      | PCF            | 3 189        | 7,29         | Retrait     | Retrait     |  |
|                    | Raymond Joubert                | MRP            | 2 919        | 6,67         | Retrait     | Retrait     |  |
|                    |                                |                |              |              |             |             |  |
| Inscrits           | Inscrits                       | Inscrits       | 68 522       | 100,00       | 68 512      | 100,00      |  |
| Abstentions        | Abstentions                    | Abstentions    | 22 753       | 33,21        | 20 068      | 29,29       |  |
| Votants            | Votants                        | Votants        | 45 769       | 66,79        | 48 444      | 70,71       |  |
| Blancs et nuls     | Blancs et nuls                 | Blancs et nuls | 2 024        | 4,42         | 1 382       | 2,85        |  |
| Exprimés           | Exprimés                       | Exprimés       | 43 745       | 95,58        | 47 062      | 97,15       |  |
| Source : Data.gouv |                                |                |              |              |             |             |  |

#### Troisième circonscription (Thouars - Bressuire)
| Candidat           | Candidat               | Parti          | Premier tour | Premier tour | Second tour | Second tour |  |
| Candidat           | Candidat               | Parti          | Voix         | %            | Voix        | %           |  |
| ------------------ | ---------------------- | -------------- | ------------ | ------------ | ----------- | ----------- |  |
|                    | Augustin Bordage élu   | UNR-UDT        | 12 144       | 31,43        | 20 798      | 51,02       |  |
|                    | André-François Mercier | MRP            | 11 556       | 29,91        | 12 190      | 29,91       |  |
|                    | Louis Fruchard         | CNIP           | 7 696        | 19,92        | Retrait     | Retrait     |  |
|                    | Maurice Martinon       | SFIO           | 4 705        | 12,18        | 7 774       | 19,07       |  |
|                    | Albert Revaireau       | PCF            | 2 538        | 6,57         | Retrait     | Retrait     |  |
|                    |                        |                |              |              |             |             |  |
| Inscrits           | Inscrits               | Inscrits       | 56 267       | 100,00       | 56 265      | 100,00      |  |
| Abstentions        | Abstentions            | Abstentions    | 15 897       | 28,25        | 14 149      | 25,15       |  |
| Votants            | Votants                | Votants        | 40 370       | 71,75        | 42 116      | 74,85       |  |
| Blancs et nuls     | Blancs et nuls         | Blancs et nuls | 1 731        | 4,29         | 1 354       | 3,21        |  |
| Exprimés           | Exprimés               | Exprimés       | 38 639       | 95,71        | 40 762      | 96,79       |  |
| Source : Data.gouv |                        |                |              |              |             |             |  |